# Kurt Asche
Kurt Heinrich Asche, född 11 oktober 1909 i Hamburg, död 16 april 1997 i Hamburg, var en tysk SS-Obersturmführer och dömd krigsförbrytare. Under andra världskriget var han chef för Judenreferat, avdelningen för judeangelägenheter, vid Sicherheitspolizei (Sipo) i Bryssel. Han var ansvarig för deportationen av omkring 25 000 belgiska judar och romer till förintelselägret Auschwitz-Birkenau.
Efter andra världskriget gick Asche under jorden. Efter omfattande efterforskningar av Serge och Beate Klarsfeld väcktes 1975 åtal mot Asche och tre andra SS-officerare som hade varit verksamma i det av Tyskland ockuperade Belgien — Ernst Ehlers, Constantin Canaris och Karl Fielitz. Det dröjde dock till november 1980 innan rättegången inleddes inför Kieler Schwurgericht. Ende åtalade var Asche, då Ehlers hade begått självmord, Canaris av hälsoskäl inte ansetts kunna ställas inför rätta och åtalet mot Fielitz lagts ned. Den 8 juli 1981 dömdes Asche till sju års fängelse för medhjälp till mord på minst 10 000 judar.